# Valter Pusceddu
Valter Pusceddu detto Bighino (Genova, 16 aprile 1981) è un fantino italiano.

## La carriera al Palio di Siena
Debutta nel Palio di Siena il 2 luglio 1999, con la Contrada del Leocorno; il soprannome Bighino (in dialetto senese significa "ragazzetto") è dovuto alla sua giovane età: è appena maggiorenne. L'esordio non è positivo: la rivale Civetta lo coglie impreparato alla mossa e la sua corsa finisce lì.
Da quel momento in poi la sua presenza in Piazza del Campo è abbastanza costante: correrà tutte le successive carriere tranne quelle del 2004 a causa di una squalifica.
Dopo il difficile esordio, gli anni 2000 e 2001 portano ancora pochi risultati: Bighino si fa comunque notare per delle discrete doti di partente e per la sua affidabilità nella gestione della corsa.
La svolta potrebbe avvenire nel 2002, quando a luglio corre per la Contrada della Torre, che non vinceva da 41 anni, sul forte Altoprato, ma nonostante una buona prova non riesce ad andare oltre un terzo posto; anche ad agosto ha delle ottime possibilità nel Leocorno con Zodiach, ma anche in questo caso a Bighino manca qualcosa per poter puntare alla vittoria.

Il 2003 lo vede correre ancora per il Contrada del Leocorno e per la Contrada della Torre, ma le due corse sono anonime e ad agosto rimedia anche una squalifica per la confusione creata alla mossa.
Ritornato a correre nel luglio 2005 su Ellery per l'Onda, ha un'altra discreta occasione ad agosto quando corre per la Selva sul solido Vai Go: prova ad insidiare la Torre fino all'ultimo, ma nulla può contro lo strapotere di Trecciolino e di Berio.
Nel 2006 corre per l'Oca entrambe le carriere, concluse vicino alle prime posizioni ma senza dare mai l'impressione di poter vincere.
All'inizio del 2007 diventa fantino di Contrada dell'Onda, per la quale corre entrambi i palii dello stesso anno, su due cavalli esordienti e senza lasciare il segno, se non per una rovinosa caduta al secondo Casato ad agosto.
Bighino torna in Piazza con il cavallo esordiente Istriceddu, (che diventerà negli anni successivi un big della Piazza), per difendere i colori della Pantera il 16 agosto 2008.Dopo una partenza bruciante, non è però riuscito a vincere.
Nel 2009 torna ancora a Siena con il giubbetto del Valdimontone, ma realizza un palio incolore.
Nel 2011, dopo una pausa di due anni, è la Contrada dell'Istrice a permettergli di correre il Palio del 2 luglio. Bighino monta l'esordiente Moedi, con il quale realizza un palio principalmente contro l'avversaria, la Lupa, data per favorita. Bighino riesce in un bel contrasto contro la Lupa, ma cade alla prima curva del Casato, coinvolto nella caduta di Andrea Mari detto Brio, fantino della Civetta.
Corre ancora per l'Istrice in occasione del Palio del 2 luglio 2013, sulla debuttante Naikè. Anche in questo caso è chiamato a fare una corsa di difesa nei confronti della rivale Lupa, fra le favorite con Brio ed il grigio Indianos. Dopo una buona partenza, Bighino si fa notare per alcune nerbate inferte al fantino avversario, costretto a rallentare per alcuni metri la propria azione. Quel Palio sarà poi vinto dalla Contrada dell'Oca.
Dopo aver saltato entrambe le carriere del 2014 per squalifica, Valter Pusceddu rientra in Piazza del Campo nel 2015.
Il 2 luglio monta l'esordiente Roba e Macos per i colori della Contrada della Civetta, disputando un ottimo Palio, arrivando a ridosso di Torre ed Onda.
Corre ancora con un esordiente, Qulpa di Gallura, nel Palio del 16 agosto, vestendo per la prima volta nella sua carriera il giubbetto della Contrada del Nicchio.
Nel luglio 2016 torna a vestire i colori della Tartuca su Mocambo, cavallo alla sua terza esperienza in Castelvecchio. Ad agosto si riaccasa nella Civetta, disputando con Porto Alabe una corsa anonima.
Dopo aver saltato il Palio di luglio 2017, ad agosto torna nell’Oca, a undici anni di distanza dall’ultima volta. Le azioni di disturbo nelle fasi della mossa nei confronti della rivale Torre, fra le favorite alla vittoria,  costano a “Bighino” due Palii di squalifica, costringendolo a saltare entrambe le Carriere ordinarie del 2018.
Ritorna sul tufo in occasione dello Straordinario del 2018, quando veste i colori della Lupa su Schietta, riportando una caduta al primo San Martino.

## Risultati al Palio di Siena

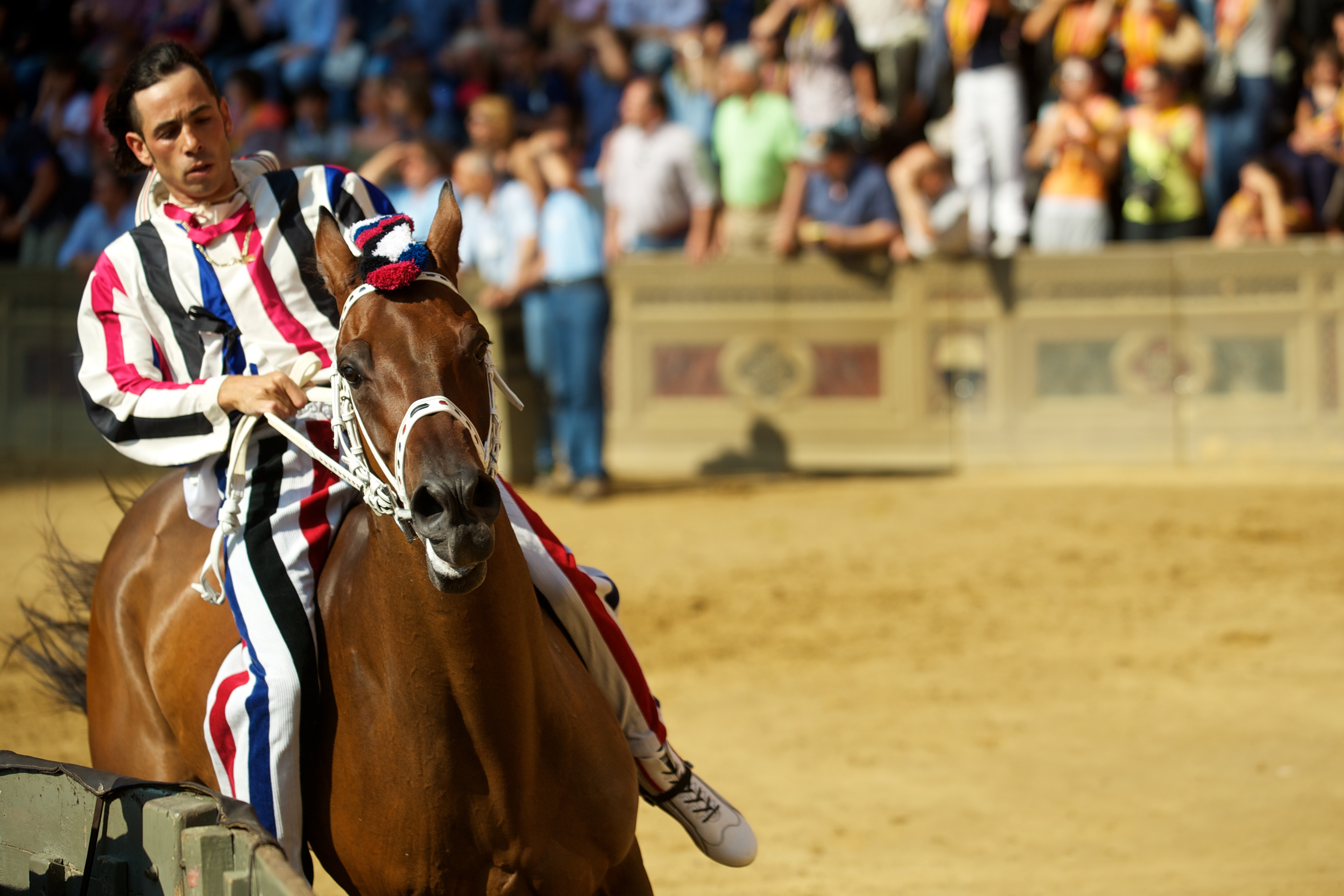
Bighino su Moedi nel 2011

Le vittorie sono evidenziate ed indicate in neretto.
| Palio            | Contrada     | Cavallo                |
| ---------------- | ------------ | ---------------------- |
| 2 luglio 1999    | Leocorno     | Razzo de' Nulvi        |
| 16 agosto 1999   | Istrice      | Verkors                |
| 2 luglio 2000    | Tartuca      | Razzo de' Nulvi        |
| 9 settembre 2000 | Civetta      | Zetsun                 |
| 2 luglio 2001    | Tartuca      | Zenubbia               |
| 16 agosto 2001   | Civetta      | Attilax                |
| 2 luglio 2002    | Torre        | Altoprato              |
| 16 agosto 2002   | Leocorno     | Zodiach                |
| 2 luglio 2003    | Leocorno     | Urban II               |
| 16 agosto 2003   | Torre        | Artù Valoroso (scosso) |
| 2 luglio 2005    | Onda         | Ellery                 |
| 16 agosto 2005   | Selva        | Vai Go                 |
| 2 luglio 2006    | Oca          | Elisir di Logudoro     |
| 16 agosto 2006   | Oca          | Didimo                 |
| 2 luglio 2007    | Onda         | Giaguaro               |
| 16 agosto 2007   | Onda         | Ermellyno (scosso)     |
| 16 agosto 2008   | Pantera      | Istriceddu             |
| 2 luglio 2009    | Valdimontone | Ilon                   |
| 2 luglio 2011    | Istrice      | Moedi (scosso)         |
| 16 agosto 2011   | Pantera      | Gammede                |
| 2 luglio 2013    | Istrice      | Naikè                  |
| 2 luglio 2015    | Civetta      | Roba e Macos           |
| 17 agosto 2015   | Nicchio      | Qulpa di Gallura       |
| 2 luglio 2016    | Tartuca      | Mocambo                |
| 16 agosto 2016   | Civetta      | Porto Alabe            |
| 16 agosto 2017   | Oca          | Renalzos (scosso)      |
| 20 ottobre 2018  | Lupa         | Schietta (scosso)      |
| 16 agosto 2023   | Aquila       | Viso D'Angelo          |

## Partecipazioni agli altri Palii

### Palio di Legnano
Esordisce nel 2001 nella contrada Legnarello e poi dal 2004 diventa il fantino della Contrada La Flora, ingaggiato quell'anno per fermare la rivale San Martino. Vince il palio 2005 su Calendimaggio e nel 2008 su Kyanti, sempre per la Contrada Flora. Poi dal 2009 al 2012 sarà il fantino di Legnarello, ma non riuscirà a toglierle la cuffia di nonna del Palio e poi parteciperà nel 2013 su "Desert" ancora una volta per La Flora, ma non arriverà in finale a causa delle nerbate della rivale San Martino e del fantino Andrea Coghe, con cui avrà una rissa nei box del Palio e ciò gli costerà la squalifica a vita dal Palio di Legnano, revocata poi nel 2022.
| Palio | Contrada       | Cavallo       | Piazzamento           | Note |
| ----- | -------------- | ------------- | --------------------- | ---- |
| 2001  | Legnarello     | Ilas          | Eliminato in batteria |      |
| 2002  | San Bernardino | Mara Canà     | Eliminato in batteria |      |
| 2004  | La Flora       | Calendimaggio | Finale                |      |
| 2005  | La Flora       | Calendimaggio | Vittoria              |      |
| 2006  | La Flora       | Calendimaggio | Non corso             |      |
| 2007  | La Flora       | Calendimaggio | Finale                |      |
| 2008  | La Flora       | Yanti         | Vittoria              |      |
| 2009  | Legnarello     | Yanti         | Finale                |      |
| 2010  | Legnarello     | Batman        | Eliminato in batteria |      |
| 2011  | Legnarello     | Bella birba   | Finale                |      |
| 2012  | Legnarello     | Appartenenza  | Eliminato in batteria |      |
| 2013  | La Flora       | Neutrino      | Eliminato in batteria |      |
| 2022  | San Magno      | Star          | Vittoria              |      |
| 2023  | La Flora       | Tigre         | Finale                |      |
| 2025  | Sant'Erasmo    | T'Amo         | Eliminato in batteria |      |

### Palio di Asti
| Palio            | Rione, Borgo, Comune           | Cavallo               | Piazzamento e premio  | Note |
| ---------------- | ------------------------------ | --------------------- | --------------------- | ---- |
| 1999             | Borgo Torretta                 | Picciola              | 5º (Coccarda)         |      |
| 2000 (Giubileo)  | Borgo Torretta                 | Muso Grigio           | 5º (Coccarda)         |      |
| 2000 (Ordinario) | Borgo Torretta                 | Muso Grigio           | Eliminato in batteria |      |
| 2001             | Borgo Tanaro Trincere Torrazzo | Lady Maria            | Eliminato in batteria |      |
| 2002             | Comune di San Damiano          | Calafonte             | Eliminato in batteria |      |
| 2003             | Rione San Secondo              | Bellamore             | 2º (Borsa di monete)  |      |
| 2005             | Rione San Secondo              | Calendimaggio         | 7º                    |      |
| 2006             | Rione Cattedrale               | Metacomet             | 6º                    |      |
| 2007             | Rione Cattedrale               | Yanti                 | 7º                    |      |
| 2008             | Rione Cattedrale               | Yanti (scossa)        | Eliminato in batteria |      |
| 2009             | Borgo Viatosto                 | Vetos                 | Eliminato in batteria |      |
| 2010             | Rione Santa Caterina           | Angeli                | 2º (Borsa di monete)  |      |
| 2011             | Rione San Martino San Rocco    | Angeli                | Eliminato in batteria |      |
| 2012             | Borgo Tanaro Trincere Torrazzo | Rocco                 | Eliminato in batteria |      |
| 2013             | Rione San Paolo                | Imperial              | Eliminato in batteria |      |
| 2014             | Rione San Paolo                | Genarmoly             | 2º (Borsa di monete)  |      |
| 2015             | Rione San Paolo                | Genarmoly (Salvatore) | 1° (Palio)            |      |
| 2016             | Borgo Torretta                 | Epico                 | Eliminato in batteria |      |
| 2017             | Borgo Torretta                 | Tiepolo               | 3°(Gli speroni)       |      |
| 2018             | Borgo Torretta                 | Tiepolo               | Eliminato in batteria |      |
| 2019             | Rione Santa Caterina           | Ultimo Baio           | 2º (Borsa di monete)  |      |
| 2022             | Rione San Secondo              | Ultimo Baio           | Eliminato in batteria |      |

| 2023 | Rione San Secondo | Arraju | Accede alla finale |

| 2024 | Rione San Secondo | Arraju | Accede alla finale |

### Castiglion Fiorentino
Al Palio dei Rioni di Castiglion Fiorentino ha colto otto vittorie (record nella manifestazione), sette per il Rione Cassero: nel 2004 su Micchittu, nel 2005 su Eugenye, nel 2008 su Fogosu, nel 2010 su Grein, nel 2014 su Nadir de Mores nel 2015 su Tavel Pontadour e nel 2017 su Qui Pro Quo, e uno per il Rione di Porta Romana nel 2024 su Uan King.

### Fucecchio
Esordisce nel Palio di Fucecchio nel 1999 indossando il giubbetto della Contrada Cappiano, senza però riuscire a qualificarsi per la Finale.
Nel 2000 corre per la Contrada Cappiano, arrivando 5º in finale. Confermato per il Palio straordinario del 2000, si qualifica per la finale, ma un infortunio gli impedisce di prendervi parte. Nel 2001 viene invece squalificato, per un totale di 4 anni, dopo aver preso le redini del cavallo della Contrada Massarella durante lo svolgimento della batteria.
Scontata la squalifica, torna a correre il Palio, nel 2006, per i colori di Porta Raimonda, conquistando la finale, a cui dà forfait dopo l'infortunio del proprio cavallo. Nel 2007 non ha preso parte al Palio, pur disputando la prima prova per la Contrada Porta Raimonda.
| Palio | Contrada                       | Cavallo             | Piazzamento                        | Note                                                |
| ----- | ------------------------------ | ------------------- | ---------------------------------- | --------------------------------------------------- |
| 1999  | Contrada Cappiano              | Thera               | Eliminato in Batteria              |                                                     |
| 2000  | Contrada Cappiano              | Mister Casanova     | 5°                                 |                                                     |
| 2000  | Contrada Cappiano              | Nocino (scosso)     | 4° in Batteria; Accede alla Finale | Infortunato, viene sostituito in finale da Dino Pes |
| 2001  | Contrada Cappiano              | Lambada             | Squalificato in Batteria           | Palio Non Assegnato                                 |
| 2006  | Contrada Porta Raimonda        | Carisma di Gallura  | Rit. in Finale                     | Infortunio al cavallo nelle fasi della mossa finale |
| 2008  | Contrada Porta Raimonda        | Lampante            | 3°                                 |                                                     |
| 2009  | Contrada Borgonovo             | Melissa Bella       | Eliminato in Batteria              | Parte in testa poi piccolo infortunio al cavallo    |
| 2010  | Contrada Borgonovo             | Gaston Baio II      | 3°                                 |                                                     |
| 2013  | Contrada Torre                 | Nino's              | Vincitore                          |                                                     |
| 2014  | Contrada Torre                 | Rexy                | 8°                                 |                                                     |
| 2015  | Contrada Sant'Andrea           | Quercino            | 4°                                 |                                                     |
| 2016  | Contrada Cappiano              | Bombijou            | 7°                                 |                                                     |
| 2017  | Contrada Samo                  | Melantò De Aighenta | 8°                                 |                                                     |
| 2018  | Contrada Samo                  | Quan King           | Vincitore                          |                                                     |
| 2021  | Nobile Contrada Porta Bernarda | Red Riu             | 3°                                 |                                                     |
| 2023  | Nobile Contrada Porta Bernarda | Zucarello           | Eliminato in batteria              |                                                     |

### Bientina
Contrada Viarella 2009 su Ilaria de Mores e 2013 su Nadir de Mores, Contrada Forra 2015 su Miulan, Contrada Cilecchio 2024 su King Rio
Piancastagnaio
Rione Borgo 2015 su Salvatore, 2019 e 2023 su Ultimo baio
Casole D’Elsa
Monteguidi 2004 su Mutaran